# Hakea ruscifolia
Hakea ruscifolia är en tvåhjärtbladig växtart som beskrevs av Jacques-Julien Houtou de La Billardière. Hakea ruscifolia ingår i släktet Hakea och familjen Proteaceae. Inga underarter finns listade i Catalogue of Life.